# Egérmadárfélék
Az egérmadárfélék (Coliidae) a madarak osztályának egérmadár-alakúak (Coliiformes) rendjébe tartozó család. (A rend másik családja a kihalt Sandcoleidae család.) 2 nem és 6 élő faj tartozik a családba.

## Előfordulásuk
Száraz, tövises bozótosok lakói. Minden ide tartozó faj Afrikában él, adott területen eléggé gyakoriak.

## Megjelenésük
Nevüket hosszú farkuknak, igen puha tollazatuknak és kövérkés testüknek köszönhetik. Testük verébnyi méretű, farkuk ennél kétszer hosszabb. Jellemzőjük, hogy mind a 4 lábujjuk előre néz, ezért kiválóan kapaszkodnak az ágakon (külső ill. középső ujjukkal fognak). Külső ujjukat hátra is tudják fordítani, ekkor könnyedén tudnak járni, futni és ugrani. Tollaik nem pásztákba rendeződve, hanem testükön egyenletesen elosztva nőnek.

## Életmódjuk
Csapatokban élnek, igen társasak, együtt töltik idejük nagy részét. Növényevők, főként gyümölcsöket, bogyókat, magvakat, leveleket és nektárt fogyasztanak. Igen élénk, aktív, lármás jószágok. Monogámok. A fiókák nevelésébe sokszor besegítenek az előző évi fiatalok is. A szülők a begyükből felöklendezett táplálékkal etetik a kicsiket.

## Rendszerezés
A rendbe egyetlen család tartozik, amely az alábbi 2 nem és 6 faj tartozik:
- Colius  (Brisson, 1760) – 4 faj
  - csíkos egérmadár (Colius striatus)
  - fehérfejű egérmadár (Colius leucocephalus)
  - vöröshátú egérmadár (Colius castanotus)
  - fehérhátú egérmadár (Colius colius)

- Urocolius  (Bonaparte, 1854) – 2 faj
  - kéknyakú egérmadár (Urocolius macrourus)
  - piroskantáros egérmadár vagy vörösarcú egérmadár (Urocolius indicus)